# Художник-технолог
Художник-технолог — специалист в области технологии художественного оформления спектакля (концерта, шоу, культурно-массовых зрелищ и т. п.) и владеющий совокупностью методов и приёмов для создания внешней художественно-образной формы различного рода представлений.
Специальность художника-технолога подразделяется на три квалификации:
художник-технолог сцены;
художник-технолог театра кукол;
художник-технолог по сценическому костюму;

## Профессия художника-технолога
Профессия художника-технолога сцены соответствует в современной театральной сфере должности заведующего художественно-постановочной частью или технического директора, а также должностям конструктора декорационного оформления, куратора по выпуску декорационного оформления или менеджера проекта.

## Функции художника-технолога
В круг профессиональных обязанностей художника-технолога сцены в первую очередь входит разработка всего комплекса документации технического проекта сценического воплощения замысла художника-постановщика и художника по костюмам, составления паспорта спектакля или иного рода представления, а также — создание проектов гастрольных вариантов оформления спектаклей текущего репертуара Райдер (эстрада).
Художник-технолог следит за соответствием воплощения замысла художника-постановщика и художника по костюму, а также художника по свету.